# McDonnell Douglas MD-80 și MD-90
McDonnell Douglas MD-80 și MD-90 a fost o familie de avioane comerciale americane bimotoare scurt-curier cu diametru normal (un singur culoar) produse în perioada 1979-2000. Este a doua generație a avioanelor DC-9 - este mai lung decât și are instrumente de bord îmbunătățite față de modelul original, fiind succedat de proiectul MD-95, redenumit apoi Boeing 717 după preluarea companiei McDonnell Douglas de către Boeing. MD-80 este cunoscut și sub denumirea de DC-9-80, respectiv Super 80.
Este unul din cele mai de succes avioane produse vreodată, întreaga familie DC-9 totalizând peste 2000 de avioane de-a lungul a 41 de ani de producție. Din generația MD-80/90 s-au vândut 1309 avioane, din care 1191 MD-80.

## Istoric
Vezi și DC-9
Avionul este derivat din modelul DC-9, având aceleași caracteristici - coadă în forma literei T, fuselaj cu 5 locuri pe rând în clasa economic (dispuse în format 2+3), motoare amplasate dorsal pe fuselaj. MD-80 este, însă, mai lung - dacă DC-9 se încadra în clasa 80-100 locuri, precum BAC 1-11, Sud Aviation Caravelle sau Fokker 100 (tipuri de avioane cu care DC-9 împarte multe similarități), MD-80 se încadrează în clasa 130-180 locuri, concurând cu modele mai mari, precum Boeing 737.
O parte din acestea au fost construite în China la o fabrică construită de McDonnell Douglas special pentru acest scop în parteneriat cu guvernul chinez (proiectul Trunkliner). Restul au fost construite la fabrica McDonnell Douglas din California, SUA.

## MD-80

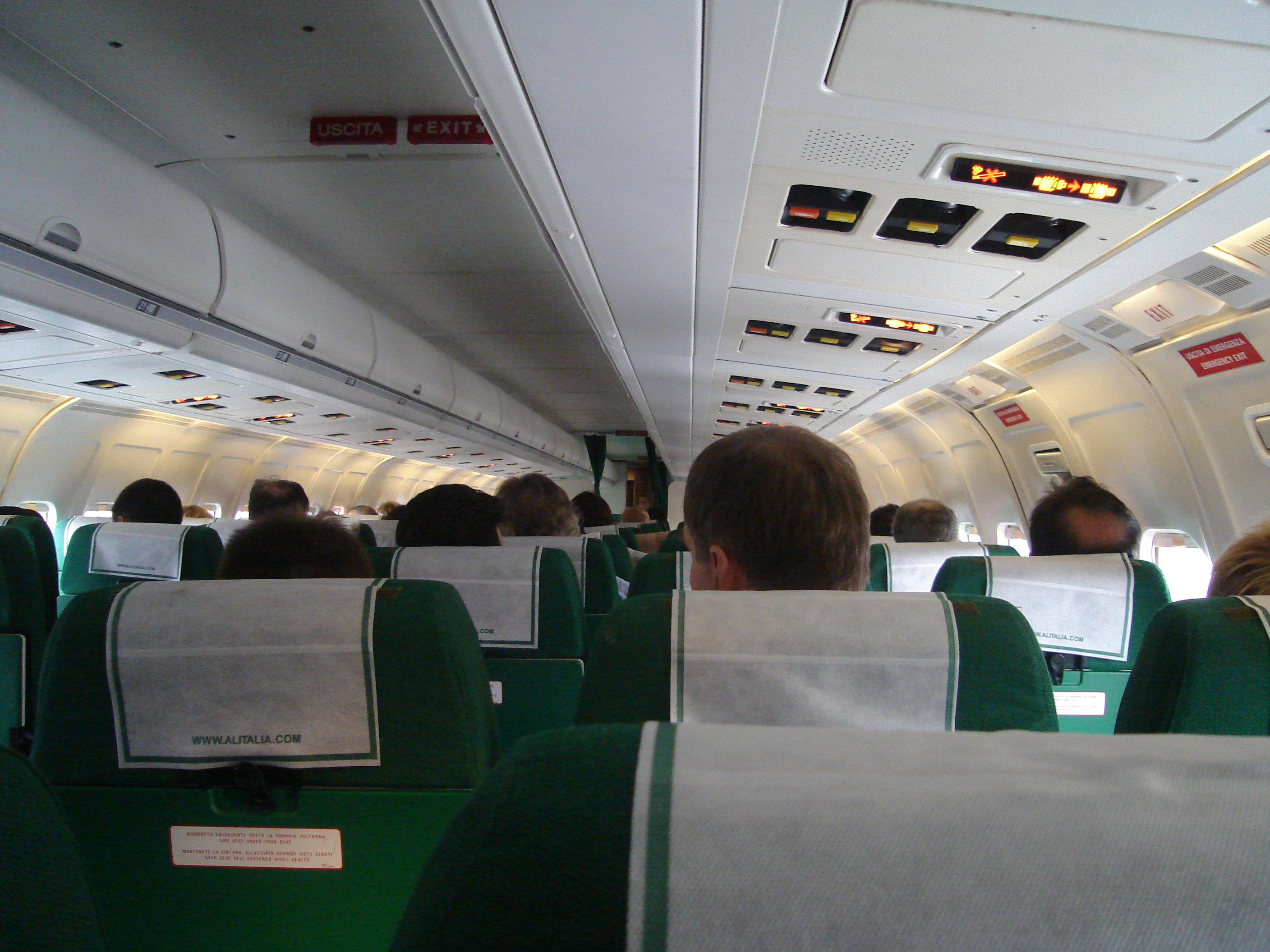
Detaliu de interior dintr-un MD-82 al Alitalia

Proiectul a fost dezvoltat începând cu 1975, ca o dezvoltare a proiectului DC-9, fiind inițial comercializat ca DC-9-80. Din rațiuni de marketing însă, dorindu-se prezentarea produsului ca ceva nou, s-a optat pentru noua denumire de MD-80, respectiv Super 80. Modelul a fost posibil din cauza existenței unei generații noi de motoare Pratt & Whitney JT8D, care a permis lungirea fuselajului cu 4.3 m. Alte îmbunătățiri au constat într-o aripă modificată și cu o suprafață mai mare de 28%, și în avionică și instrumente de zbor modernizate.
Avionul a fost oferit în 5 modele:
- MD-81 cu o capacitate de 155 de pasageri în 2 clase, respectiv 175 într-o singură clasă și o masă maximă autorizată la decolare de 64 tone și o autonomie de 3000 km.
- MD-82 cu motoare mai puternice, și o capacitate de 152 de pasageri în 2 clase, respectiv 172 într-o singură clasă, și o masă maximă autorizată la decolare de 67.8 tone și o autonomie de 3800 km.
- MD-83 cu o capacitate mai ridicată de combustibil, structuri mai rigide, masă autorizată mai mare (72.6 t) și o autonomie de 4635 km. MD-83 a fost oferit ca MD-88 din 1987, după ce a fost dotat cu interior nou și cu dispozitive digitale EFIS.
- MD-87 cu un fuelaj mai scurt cu 5.3 m, și 130 de pasageri în 2 clase, motoare mai puternice, pentru o autonomie maximă de 5200 km

Primul zbor a avut loc la 25 octombrie 1979, cu un model MD-81, primul cumpărător fiind Swissair. MD-81/82/83/87 sunt certificate ca DC-9-80, pe când MD-88, având instrumente noi de pilotaj, este certificat ca atare.
Majoritatea avioanelor (1051) sunt în serviciu cu pasageri, operatorul principal fiind American Airlines (cu 301), alți operatori fiind Delta Air Lines (cu 133), Alitalia (cu 72), SAS (cu 44) etc. Competiția este Boeing 737 respectiv Airbus A320.

## MD-90

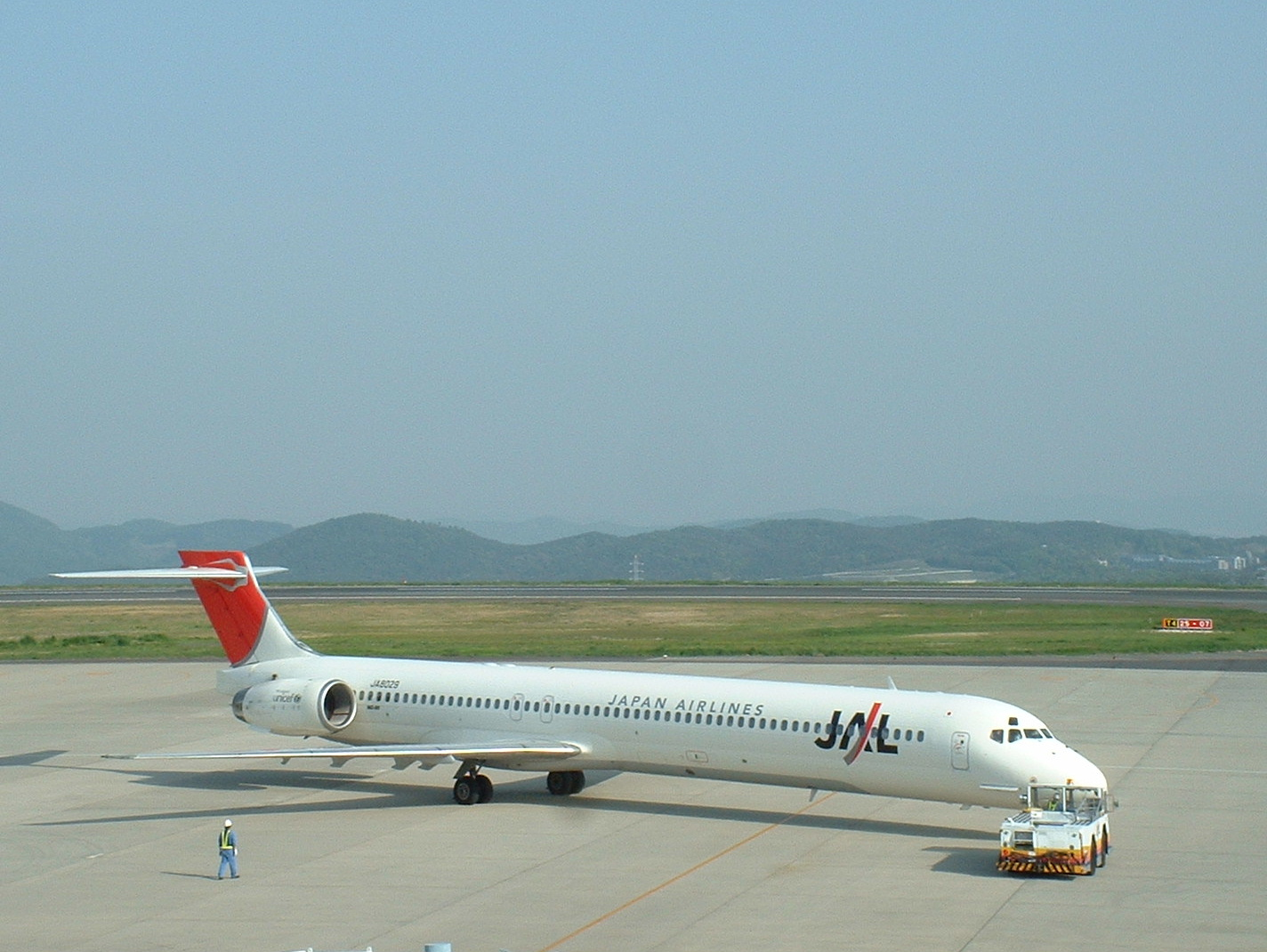
MD-90 al Japan Airlines

MD-90 este un model modernizat al MD-80, oferind motoare noi (IAE V2500), fiind și cu 1.5 m mai lung. Oferă instrumente de zbor similare cu cele ale MD-88, având o capacitate de pasageri similară (153-172). Are o autonomie de 3862–4465 km la încărcare normală, fiind oferit în două variante (-30 și -30ER, în funcție de autonomie). A fost oferit și un al treilea model, mai lung și cu o autonomie mai mare -50, dar nu a fost vândut.
Primul zbor a avut loc în 1993, prima livrare în 1995, ultima livrare având loc în 2001, producția fiind oprită de Boeing (cumpărătorul companiei McDonnell Douglas) din cauza redundanței cu modelul Boeing 737-800. Doar 117 au fost produse, din care 20 în China. 110 avioane din acest model rămân în uz.

## Incidente și accidente
Avionul s-a dovedit sigur în exploatare, 21 de MD-80 respectiv 1 MD-81 fiind distruse în incidente și accidente, din care 11 soldate cu decese (881 inclusiv cele de pe sol). O problemă detectată a fost cu elementul de ridicare al stabilizatorului orizontal, care nu are redundanță, și care trebuie uns des (la 650 h), altfel riscându-se defectarea acestuia cu consecințe foarte grave (precum în zborul Alaska Airlines 261).

## Specificații
|                                           | MD-81                                          | MD-82                                                     | MD-83/-88                                        | MD-87                                             | MD-90-30 | MD-90-30ER |
| Pasageri                                  | 155 (2 clase) 172 (1 clasă)                    | 152 (2 clase) 172 (1 clasă)                               | 155 (2 clase) 172 (1 clasă)                      | 130 (2 clase) 139 (1 clasă)                       | 153 (2 clase) 172 (1 clasă) | 153 (2 clase) 172 (1 clasă) |
| Masă maximă autorizată la decolare (MTOW) | 64,000 kg                                      | 67,800 kg                                                 | 72,600 kg                                        | 64,000 kg                                         | 70,760 kg | 76,204 kg |
| Autonomie                                 | 1,570 mile nautice (2,900 km)                  | 2,050 nm (3,800 km)                                       | 2,504 nm (4,635 km)                              | 2,400 nm (4,400 km)                               | 2,085 nm (3,860 km) | 2,172 nm (4,023 km) *2,389 nm (4,426 km)                                                                                        |
| Viteză de croazieră                       | Mach 0.76 (504 mph, 811 km/h)                  | Mach 0.76 (504 mph, 811 km/h)                             | Mach 0.76 (504 mph, 811 km/h)                    | Mach 0.76 (504 mph, 811 km/h)                     | Mach 0.76 (504 mph, 811 km/h)                                                                                                   | Mach 0.76 (504 mph, 811 km/h)                                                                                                   |
| Lungime                                   | 45.1 m                                         | 45.1 m                                                    | 45.1 m                                           | 39.7 m                                            | 46.5 m | 46.5 m |
| Anvergură aripi                           | 32.8 m                                         | 32.8 m                                                    | 32.8 m                                           | 32.8 m                                            | 32.87 m | 32.87 m |
| Înălțime                                  | 9.05 m                                         | 9.05 m                                                    | 9.05 m                                           | 9.3 m                                             | 9.4 m | 9.4 m |
| Motoare (2 x)                             | Pratt & Whitney JT8D-209 18,500 lbf (82.29 kN) | Pratt & Whitney JT8D-217A/C or -219 20,000 lbf (88.96 kN) | Pratt & Whitney JT8D-219]] 21,000 lbf (93.41 kN) | Pratt & Whitney JT8D-217C]] 20,000 lbf (88.96 kN) | International Aero Engines V2525-D5 25,000 lbf (111.21 kN) Optional: International Aero Engines V2528-D5 28,000 lbf (124.55 kN) | International Aero Engines V2525-D5 25,000 lbf (111.21 kN) Optional: International Aero Engines V2528-D5 28,000 lbf (124.55 kN) |

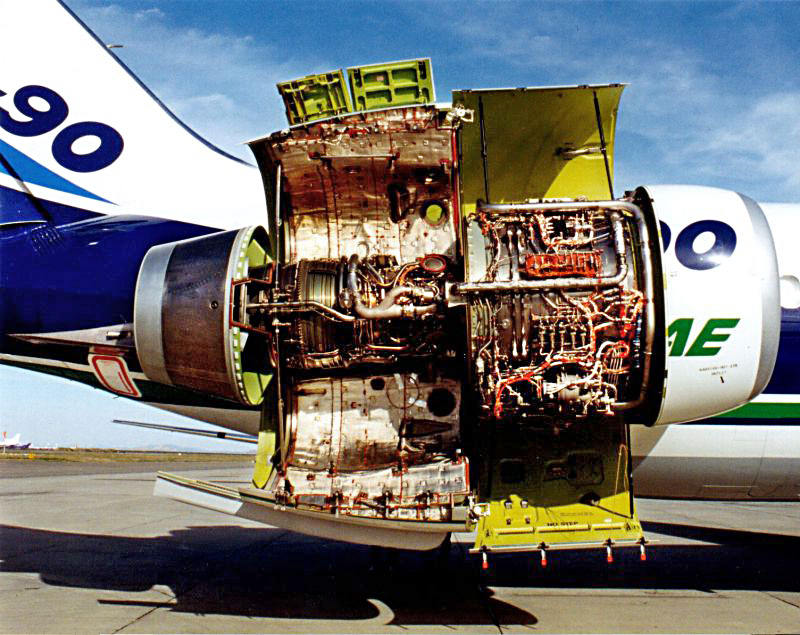
Motor al unui MD-90

* Cu rezervoarele adiționale de combustibil